# Carabodes chirstlus
Carabodes chirstlus är en kvalsterart som beskrevs av Sandór Mahunka 1987. Carabodes chirstlus ingår i släktet Carabodes och familjen Carabodidae. Inga underarter finns listade.